# Ron Brooks (attore)
Ron Brooks (...) è un attore statunitense.
Iniziò la sua carriera nel film Il villaggio delle streghe. Nel 1989 interpretò un reporter nella serie televisiva La bella e la bestia e nel 1990 arrivò il suo più grande successo interpretando un giornalista in Leatherface - Non aprite quella porta III.
Nel 1995, sempre nelle vesti di un reporter, partecipò alla serie televisiva Sisters e diede la sua voce a un passante ne I Simpson (nell'episodio La paura fa novanta V).
Concluse la sua carriera nel 1997 nella pellicola cinematografica Sprung.